# Luminița Vartolomei
Luminița Vartolomei (n. 3 august 1945, București, România – d. 7 martie 2022) a fost un muzicolog, critic muzical și jurnalist cultural român.

## Biografie
Luminița Vartolomei s-a născut în casa unui ofițer din Garda Regală și a unei doamne de mare distincție. Studiile muzicale le-a început, în particular, cu profesoara de pian Coralia Georgescu (1951-1952), continuându-le ca autodidact (1953-1959). A urmat cursurile Liceului "Dimitrie Cantemir" din București (1959-1963) și la Școala Populară de Artă din București (1960-1964). A absolvit Conservatorului ”Ciprian Porumbescu” din București în 1968. A făcut parte dintr-o familie de muzicieni. A fost căsătorită cu muzicologul Silviu Gavrilă, a doua căsătorie a fost cu criticul de teatru, Dinu Kivu. A avut doi fii: violoncelistul Andrei Kivu și actorul Ionuț Kivu. Sora sa este violoncelista Anca Vartolomei, căsătorită cu compozitorul Călin Ioachimescu. 

## Activitatea profesională
Luminița Vartolomei a fost, alături de Iosif Sava, Viorel Cosma, Alfred Hoffmann și Elena Zottoviceanu, unul dintre cei mai respectați muzicologi și critici muzicali din a doua jumătate a secolului trecut. A făcut parte dintr-o generație de analiști ai muzicii deosebit de activi, lideri de opinie, care se exprimau public în ziare, reviste, la radio și la televiziune, contribuind esențial la valorizarea și buna înțelegere a faptelor muzicale de pe scenele noastre, precum și la lansarea ori dezvoltarea carierelor multor interpreți români. A scris zeci de texte pentru programe de sală sau coperte de disc. După absolvirea Conservatorului ”Ciprian Porumbescu” din București a lucrat ca redactor la Radiodifuziunea Română (1968-1973), apoi ca și consultant artistic la Filarmonica ”George Enescu” (1973-1975). Ulterior a preluat poziția de Redactor principal la revista ”Contemporanul” (1975-1990). După 1989 a condus revista ”Actualitatea Muzicală” (cea mai lungă perioadă din istoria acestei publicații, și anume două decenii), ca și, în efemera-i existență, revista ”Spectacolul Muzicii” (1995-1997). A întreprins călătorii de documentare și a participat la colocvii și festivaluri muzicale internaționale în Bulgaria, Franța, URSS, Polonia, Germania, Iugoslavia, Danemarca, Suedia.  

### Revista ”Actualitatea muzicală”
Luminiței Vartolomei i se datorează existența singurei reviste de critică muzicală din România, ”Actualitatea muzicală”, pe care a fondat-o în 1990 la cererea conducerii de atunci a Uniunii Compozitorilor și Muzicologilor (Pascal Bentoiu, Adrian Iorgulescu, Octavian Lazăr Cosma), alcătuindu-i echipa redacțională, stabilind coordonatele editoriale, invitând toate condeiele consacrate, ca și pe tinerii talentați în ale criticii muzicale, să scrie cronici, recenzii, reportaje, interviuri etc. Tot în perioada în care a fost redactor șef (1990-2001) au fost fondate și Premiile Revistei ”Actualitatea muzicală”, primele premii de muzicală oferite de presa din România.  

### Membră în organizații profesionale
- A fost membru al Colegiului Criticilor Muzicali din cadrul Asociației oamenilor de Teatru și Muzică (A.T.M.),
- membru fondator al Uniunii Criticilor, Redactorilor și Realizatorilor Muzicali din România,
- membru al Uniunii Compozitorilor și Muzicologilor – ajungând până în postura de Coordonator al Biroului Secției de muzicologie și critică muzicală a U.C.M.R. (2002-2010).

### Colaborări la ziare și reviste
A publicat peste 1500 de analize, articole, eseuri, recenzii, interviuri și cronici muzicale în Contemporanul, Muzica, Teatrul, Revista Română, România Azi, Cinema, Literatorul, Exclusiv Magazin, Actualitatea Muzicală, Melos, Scena, Adevărul, Adevărul Literar Și Artistic, Teatrul Azi, România Literară, Tomis (Constanța), Caiete Critice ș.a.  

### Emisiuni radiofonice la Radio România
A realizat sute de emisiuni de radio, cele mai cunoscute fiind: "Teme celebre", Cartea orgii, "Sunt Compozitor", "Șapte decenii de muzică", "Microenciclopedie muzicală"

### Emisiuni de televiziune
A colaborat la zeci de emisiuni de televiziune, multe dintre ele realizate de Iosif Sava: "Colocviul criticilor muzicali", "Serată muzicală".  

## Lucrări
Deși a semnat și studii de mai mari dimensiuni, activitatea jurnalistică rămâne dominantă între preocupările sale, fapt care, mai târziu, a condus și la apariția unui mare număr de volume care reiau – de data aceasta între coperți de carte – cronicile publicate de-a lungul timpului. 
- Soclu pentru efemeride (Premiul UCMR pe anul 1992);
- Teatrul din umbra muzicii (...)
- Natură moartă cu voci, instrumente și baghete (...)
- Dicționar de muzică (1979, în colaborare cu Iosif Sava),
- Mică enciclopedie muzicală (1997, în colaborare cu Iosif Sava);
- Muzică și muzicieni (1992, în colaborare cu Iosif Sava);
- Enciclopedia muzicii românești : de la origini până în zilele noastre (2000, 2005) în colaborare cu Viorel Cosma și Constantin Catrina;
- Stop-cadru în sonor (Premiul Academiei Române pe anul 2002);
- Teatrul din umbra muzicii (2003);
- Totul (numai) despre muzică (2004);
- Natură moartă cu voci, instrumente și baghete (2 volume, 2005 și 2006);
- Ghidul cititorului despre muzică (2008);
- Inevitabilele rămășițe (2013),
- Soclu pentru efemeride, ediția a doua (2013).

## Premii și decorații
A fost distinsă cu numeroase premii, atât din partea Uniunii (triplă laureată), cât și din partea altor foruri culturale, inclusiv din partea Academiei Române.  
Premiiile UCMR pentru Critică muzicală în anii 1985, 1992 și 2001. 
Premiul Forumului Muzical Român. 
Ordinul ”Meritul Cultural”, clasa I. 